# 册叶集 (舒曼)
册叶集 (德语Albumblätter，意为专辑叶子），作品124，是罗伯特·舒曼的钢琴曲集。该曲集收录了舒曼在《青少年专辑》（作品 68）取得成功之后未发表的作品。这些作品原本打算编入一本名为《糠》 (德文： Spreu ) 的合集，但最终于 1853 年出版，比第一本合集《彩叶集》（Bunte Blätter）Op. 99 晚了两年。 

## 历史
继《青年专辑》（作品 68）取得成功后，罗伯特·舒曼于 1850 年底开始创作新的钢琴曲集。然而，与作品68不同的是，这张新合集收录了作曲家早期创作但未出版的材料。舒曼对于这部作品抱有矛盾的感情，这从他新系列的标题《糠》（Spreu）中就可以看出来。结果，他提议的出版商 FW 阿诺德 (FW Arnold) 拒绝了这个标题，而是将这些作品分成两本独立的合集出版，即 1851 年出版的《彩叶集》(Bunte Blätter)，作品 99 和 1853 年 12 月出版的《册叶集》(Albumblätter)，作品 124 。

与《彩叶集》一样，这些作品跨越了作曲家职业生涯的很长一段时间，来自作曲家创作的各种作品，最早的材料可以追溯到 1832 年，其中包括一些《狂欢节》作品9中收纳未果的作品。其他使用的材料包括为从未能出版的 《12滑稽曲》（德语：XII Burle；英语：12 Burleskes）作曲的曲子、为纪念特定家庭场合而写的短曲，以及 1845 年为他的《踏板钢琴练习曲》 （作品56）起草但最终没有收录进该练习曲的卡农曲。 

## 乐章
| 书名                                 | 乐曲大概的时长 | 调      |
| ------------------------------------ | -------------- | ------- |
| 即兴曲 (Impromptu)                   | 1:03           | D小调   |
| 悲伤的预感(Leides Ahnung)            | 1:47           | A小调   |
| 小谐谑曲 (Scherzino)                 | 1:02           | F大调   |
| 圆舞曲 (Valse)                       | 0:54           | A小调   |
| 幻想舞曲 (Phantasietanz)             | 0:51           | E小调   |
| 小摇篮曲 (Wiegenliedchen)            | 2:15           | G大调   |
| 兰德勒 (Landler)                     | 1:02           | D大调   |
| 无终歌 (Lied ohne Ende)              | 4:39           | F大调   |
| 即兴曲 (Impromptu)                   | 1:14           | 降B大调 |
| 圆舞曲 (Valse)                       | 0:47           | 降E大调 |
| 浪漫曲                               | 1:24           | 降B大调 |
| 滑稽曲 (德语: Burla；英语: Burleske) | 3:30           | F小调   |
| 小广板 (Larghetto)                   | 1:35           | F小调   |
| 幻景 (Vision)                        | 0:58           | F大调   |
| 圆舞曲 (Valse)                       | 1:01           | 降A大调 |
| 睡眠曲 (Schlummerlied)               | 3:52           | E小调   |
| 精灵 (Elfe)                          | 0:30           | 降A大调 |
| 信息 (Botschaft)                     | 1:27           | E大调   |
| 幻想曲 (Phantasiestück)              | 2:21           | A大调   |
| 卡农曲 (Canon)                       | 1:19           | D大调   |